# مينتشو جال
مينتشو جال (بالإنجليزية: Menchu Gal)‏‏ (7 يناير 1919 في إرون - 12 مارس 2008 ) رسام من إسبانيا.

## الجوائز
- الميدالية الذهبية لجيبوزكوا  [لغات أخرى]‏
- جائزة مانويل ليكونا  [لغات أخرى]‏